# Церковь Сошествия Святого Духа (Луковская)
Церковь Сошествия Святого Духа (Сошествиевская церковь) — православный храм в станице Луковской Области Войска Донского, ныне Волгоградской области.

## История
В 1729 году в станице была освящена деревянная церковь во имя апостола Иоанна Богослова (Иоанно-Богословская церковь). В 1786 году взамен обветшавшей старой церкви жители Луковской заложили близ неё новую деревянную церковь с тем же наименованием, которую освятили в 1787 году. В 1818 году началось строительство каменной Сошествиевской церкви с приделом во имя Иоанна Богослова. Храм был построен на средства прихожан в 1825 году. Был он каменный, с такой же колокольней, покрытые листовым железом. Ограда вокруг церкви также была каменная. Престолов в ней два: главный — во имя Сошествия Святаго Духа, другой (придельный) — во имя Святого Апостола Иоанна Богослова. С 1815 года священником церкви был Прокопьев Алексей. В 1864 году при храме открыли двухклассное станичное училище с финансированием из войсковой казны.
Дома у священнослужителей храма были собственные, деревянные, на станичной юртовой земле. Другие здания, принадлежавшие церкви: деревянная караулка и деревянный дом для богадельни, оба крытые железом. Хутора прихода: Ольховский, Острековской, Федосовский, Березняковский, Вивловтовский, Верхнее-Долговский и Нижнее-Долговский. В приходе работало приходское училище.
Рядом с церковью был похоронен Левицкий Александр Назарович. Окончил Воронежскую духовную семинарию в 1857 году уволен. 21 февраля 1858 года высокопреосвященнейшим Иоанном, архиепископом Донским и Новочеркасским, был рукоположён в священника Сошествиевской церкви Луковской станицы. С 1864 по 1880 год состоял в должности законоучителя в Луковском приходском училище. 20 января 1865 года за усердную службу награждён набедренником. 15 апреля 1872 года был пожалован бархатной фиолетовой скуфьёй. За заслуги по духовному ведомству Святейшим синодом награждён бархатной камилавкой 25 февраля 1885 года. Был награждён наперсным крестом 1 мая 1895 года.
Храм был уничтожен в советские годы. В Государственном архиве Волгоградской области находятся документы, относящиеся к этой церкви.